# Чо Мин Сон
Чо Мин Сон (кор. 조 민선, 21 марта 1972) — корейская дзюдоистка, выступала за сборную Южной Кореи в конце 1980-х — начале 2000-х годов в суперлёгкой, полулёгкой, лёгкой и средней весовых категориях. Чемпионка летних Олимпийских игр в Атланте, бронзовая призёрша Олимпийских игр в Сиднее, двукратная чемпионка мира, обладательница серебряной и бронзовой медалей Азиатских игр, чемпионка Азии, чемпионка летней Универсиады в Фукуоке, победительница многих турниров национального и международного значения. Также известна как преподаватель дзюдо и судья Международной федерации дзюдо.

## Биография
Чо Мин Сон родилась 21 марта 1972 года.
Первого серьёзного успеха на взрослом международном уровне добилась в 1988 году, когда попала в основной состав корейской национальной сборной и побывала на чемпионате Азии в Дамаске, откуда привезла награду бронзового достоинства, выигранную в суперлёгкой весовой категории. Участвовала в программе домашних Олимпийских игр в Сеуле и выиграла в категории до 48 кг бронзовую медаль, хотя женское дзюдо присутствовало здесь только в качестве показательного вида спорта.
В 1989 году Чо выступила на чемпионате мира в югославском Белграде, где стала бронзовой призёршей в полулёгкой весовой категории — победила всех соперниц кроме итальянки Алессандры Джунджи на стадии 1/8 финала. Год спустя поднялась в лёгкий вес и добавила в послужной список бронзу, полученную на Азиатских играх в Пекине.
На азиатском первенстве 1993 года в Макао была уже в среднем весе — одолела всех оппоненток и завоевала тем самым золотую медаль. Не менее успешно выступила и на мировом первенстве в канадском Гамильтоне, где тоже была лучшей, в частности в финале взяла верх над представительницей США Лилико Огасаварой. В следующем сезоне выиграла серебряную медаль на Азиатских играх в Хиросиме — в решающем поединке была побеждена японкой Аико Оиси. В 1995 году в среднем весовом дивизионе получила бронзу на чемпионате Азии в Нью-Дели, одержала победу на чемпионате мира в Тибе и, будучи студенткой, выиграла летнюю Универсиаду в Фукуоке.
Благодаря череде удачных выступлений Чо Мин Сон удостоилась права защищать честь страны на летних Олимпийских играх 1996 года в Атланте — уверенно прошла всех соперниц и завоевала тем самым золотую олимпийскую медаль. Через год на мировом первенстве в Париже была награждена бронзовой медалью, единственное поражение потерпела здесь на стадии полуфиналов от британки Кейт Хауи. Будучи в числе лидеров дзюдоистской команды Южной Кореи, благополучно прошла квалификацию на Олимпийские игры 2000 года в Сиднее — пыталась повторить успех четырёхлетней давности, однако в полуфинале проиграла кубинке Сибелис Веранес и вынуждена была довольствоваться бронзовой олимпийской наградой.
После сиднейской Олимпиады Чо ещё в течение некоторого времени оставалась в основном составе корейской национальной сборной и продолжала принимать участие в крупнейших международных турнирах. Так, в 2001 году она боролась на гран-при Севильи, проиграла четвертьфинальный поединок и заняла итоговое пятое место. Вскоре по окончании этих соревнований приняла решение завершить карьеру профессиональной спортсменки, уступив место в сборной молодым корейским дзюдоисткам.
В настоящее время является профессором Корейского национального спортивного университета, судья международной категории.

## Государственные награды
- Орден «За спортивные заслуги» 1 класса Республики Корея — орден Синего дракона (25 марта 2005)
- Орден «За спортивные заслуги» 3 класса Республики Корея — орден Могучего слона (21 апреля 1994)
- Орден «За спортивные заслуги» 5 класса Республики Корея — орден Кирина (31 декабря 1990)